# Johannes Geisler

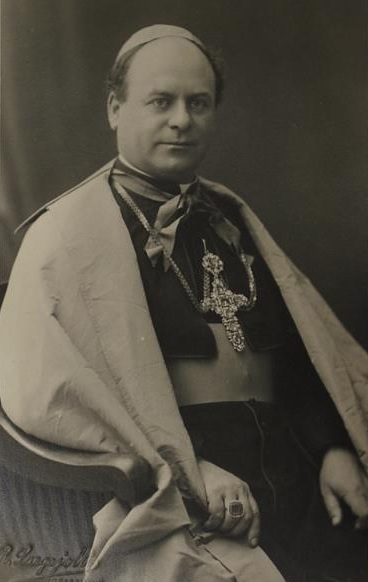
Bischof Johann Baptist Geisler

Johannes Baptist Geisler (* 23. April 1882 in Mayrhofen, Österreich-Ungarn; † 5. September 1952 in Brixen) war der letzte Fürstbischof von Brixen.

## Leben
Geisler empfing 1910 die Priesterweihe. Am 2. April 1930 ernannte ihn Papst Pius XI. zum Bischof von Brixen. Die Bischofsweihe spendete ihm am 25. Mai 1930 der Erzpriester der Lateranbasilika und Kardinalbischof von Velletri, Basilio Kardinal Pompili.
Während der Option in Südtirol entschied sich Geisler am 25. Juni 1940 – maßgeblich beeinflusst von Generalvikar Alois Pompanin, einem NS-Sympathisanten – in der Brixner Zweigstelle der ADERST für die Abwanderung in das Deutsche Reich.
Am 5. April 1952 trat er von seinem Amt zurück und wurde von Papst Pius XII. zum Titularerzbischof von Odessus ernannt. Kurze Zeit später verstarb Johannes Geisler.
Seine Grabplatte befindet sich im Brixner Dom. Es ist eine Arbeit des Diözesankonservators Karl Wolfsgruber; sie zeigt Geisler mit Stola auf einem Betschemel kniend.